# Zásilkový obchod
Zásilkový obchod, též obchod na dálku, obchod poštou či e-commerce nebo obchod on-line je specifický maloobchodní druh prodeje který využívá katalogů, brožur, různých druhů reklam, ať již tištěných nebo televizních a v současné době i internetu.

## Charakteristika
Zásilkový obchod je forma distribuce, nemá přímé zákaznické kontakty jako maloobchod nebo velkoobchod . Obchodní vztah se odehrává zejména prostřednictvím internetu nebo produktových katalogů. Není to tedy ani přímé předání zboží, ani přímá platba. Zboží je expedováno poštou nebo jinými přepravci, Platba probíhá bezhotovostně platebním stykem. 

## Historie
Historie zásilkového prodeje začíná v 19. stoletím, kdy Aristide Boucicaut, ředitel Le Bon Marché , představil první zásilkový katalog francouzské veřejnosti v roce 1856. Zpočátku byla zásobována hlavně metropolitní oblast Paříže, později celá Francie. Americký zásilkový průmysl začal v roce 1872 první univerzální poštou na světě.  Aaronem Montgomerym Wardem (1843-1913), který v témže roce představil první zásilkový katalog pro svou přepravu v Chicagu. Skládal se z jediného listu papíru s nabídkami a dodacími podmínkami.  Místo toho, aby své zákazníky – většinou farmáře na rozlehlém americkém západě – v pravidelných intervalech osobně navštěvoval, přebíral jejich objednávky a následně zboží doručoval při další návštěvě, Timothy Eaton zahájil doručovací službu v roce 1877 a svůj první transkanadský katalog vydal v roce 1884. Sears Roebuck publikoval první katalog v roce 1893 a od roku 1897 Sears Roebuck rozesílal katalogy o 750 stranách s 6000 články. Eatonův katalog v roce 1904 měl náklad 1,3 milionu výtisků.
V německy mluvících zemích stále s galanterním zbožím pracuje jako zásilkový obchod  MŠMT Edlich, který byl založen v roce 1870. Tehdejší saský dvorní dodavatel Mey & Edlich je považován za zakladatele německého a pravděpodobně i celosvětového zásilkového obchodu. Následoval ho August Stukenbrok Einbeck (ASTE), který od roku 1888 provozoval zásilkový obchod s jízdními koly v Einbecku..Zásilkový obchod ve Výmarské republice vzkvétal a bylo založeno mnoho dodnes existujících zásilkových společností
Po druhé světové válce v březnu 1950 začal Neckermann znovu rozesílat katalogy, v září 1950 následovala zásilková služba Otto se 14 stranami a nákladem 300 výtisků. V NDR řídily zásilkový obchod státní obchodní organizace. Obecně špatná zásobovací situace v NDR měla dopad i na zásilkový obchod; neboť až polovina zboží inzerovaného v katalozích nebyla dostupná. Katalog Neckermann dosáhl svého vrcholu po znovusjednocení v roce 1990 s 1000 stranami a nákladem 10 milionů výtisků. Podíl konvenčního zásilkového obchodu na celkových maloobchodních tržbách se zmenšil. Podle studie Bundesverband des Deutschen Versandhandels eV vzrostl počet německých internetových kupujících v roce 2009 na 32,5 milionu. 

## Typy zásilkového obchodu
V zásadě existují dle cílových skupin dva typy zásilkového obchodu:
Business-to-Consumer (B2C): adresováno přímo spotřebiteli 
Business-to-Business (B2B): adresováno firemním zákazníkům 

## Doručení zásilky
Celý proces by měl být co nejplynulejší a bez větších zásahů či zdržení. Základními kroky jsou přijetí objednávky, zpracování expedice, úhrada dodávky, vlastní dodávka a řízení vracení zboží.
- Přijetí objednávky: Získání údajů o objednávce z objednávky zákazníka a kontrola dostupnosti zboží

- Zpracování expedice: Vytvoření balicího listu a tisk faktury, adresního štítku a dalších návratových dokumentů

- Doručení: Předání zboží vhodnému poskytovateli přepravních služeb

- Úhrada dodávky: při objednávce nebo při dodání zásilky

- Řízení vracení zboží: Kontrola důvodu vrácení zboží a analýza, jak postupovat

Na počátku 21. století vyvíjí zásilkový obchod celou řadu modelů pro zvýšení rychlosti a spolehlivosti dodávek.

## Organizace zásilkového obchodu
Dnešní pojetí zásilkového obchodu se velice změnilo. Klasické pojetí známé z konce 19. a počátku 20. století ustoupilo, nebo se podstatně změnilo. Dnes celá řada zásilkových služeb nevydává klasické nabídkové katalogy, řada z nich ani nemá na skladě nabízené zboží a to se vydává za zásilkový je pouhá nabídka buď zprostředkování prodeje, nebo doplnění jejich dalších služeb. Celá řada zásilkového obchodu se stala součástí běžné činnosti obchodů bez jakýchkoliv katalogů jež nahrazují internetové stránky. Tato skutečnost se bude v organizaci zásilkové služby a jejího právního pojetí časem dále měnit. Proto dnes je vhodnější než termín zásilkový obchod pro řadu z nich používat termín e-commerce.
V Německu patří do tohoto odvětví více než 1 256 400 lidí, kteří v ní pracují a jsou v jedné z 37 100 společností. Asociace pro e-commerce - Federal Association of E-Commerce and Mail Order (bevh) je průmyslové sdružení interaktivních maloobchodníků (tj. online a zásilkových prodejců), které v současné době zahrnuje více než 500 společností. Jedná se o zásilkové společnosti s katalogovými a internetovými nabídkami, internetové čisté hráče, online tržiště, teleshoppingové společnosti, zásilkové lékárny, prodejce na online tržištích a zásilkové společnosti ve stacionárním maloobchodě.